# Zagryphus nasutus
Zagryphus nasutus là một loài tò vò trong họ Ichneumonidae.